# Tour de France 2006 – prolog

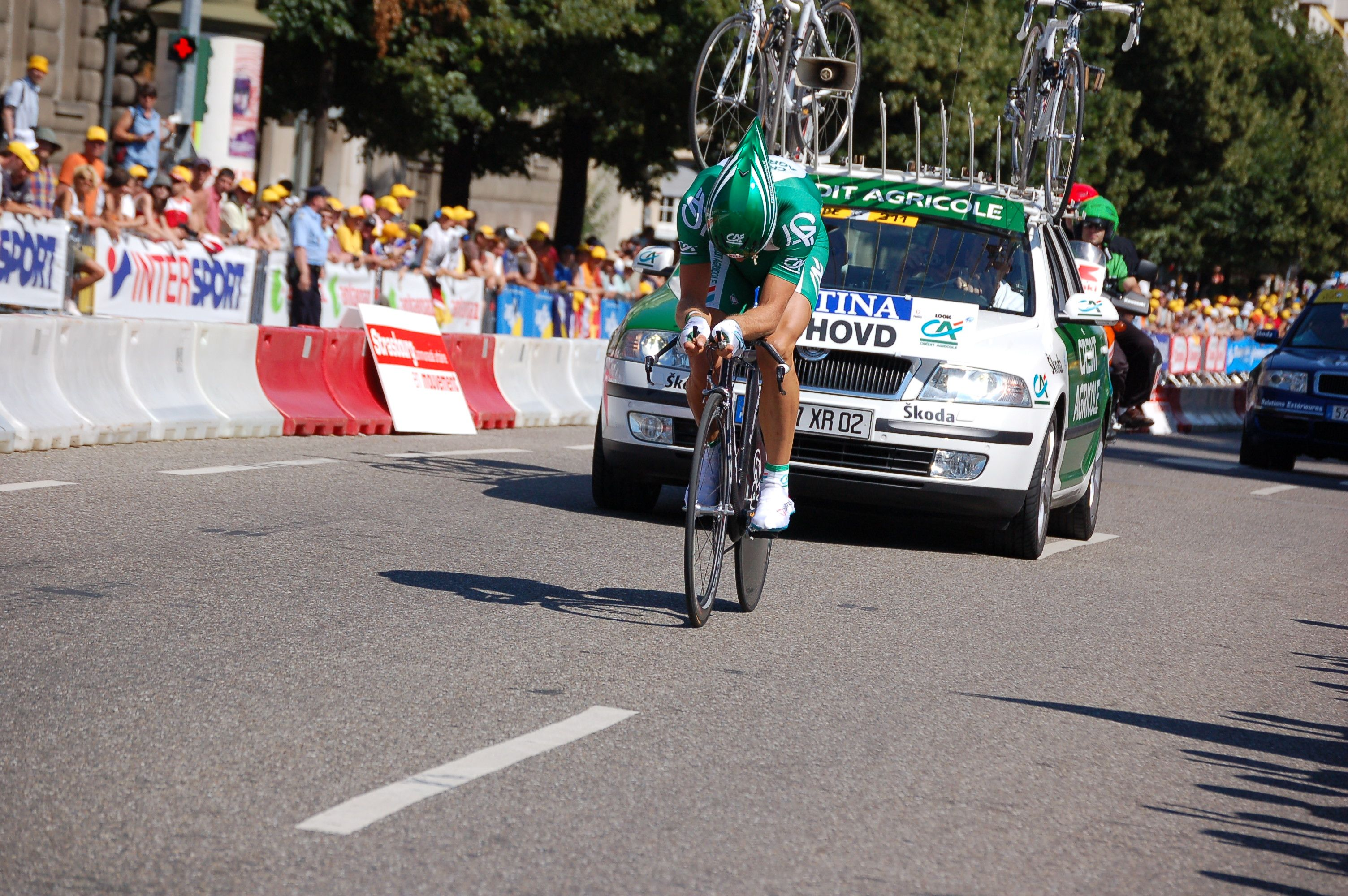
Vítěz prologu Thor Hushovd

- 1. červenec
- Strasbourg
- 7,1 km

## Pořadí v etapě
| *  | Jezdec             | Tým                              | Čas     |
| -- | ------------------ | -------------------------------- | ------- |
| 1  | Thor Hushovd       | Credit Agricole                  | 0:08:17 |
| 2  | George Hincapie    | Discovery Channel Team           | + 0:00  |
| 3  | David Zabriskie    | Team CSC                         | + 0:04  |
| 4  | Sebastian Lang     | Gerolsteiner                     | + 0:04  |
| 5  | Alejandro Valverde | Caisse D´Epargne - Illes Balears | + 0:04  |
| 6  | Stuart O´Grady     | Team CSC                         | + 0:04  |
| 7  | Michael Rogers     | T-Mobile Team                    | + 0:06  |
| 8  | Paolo Savoldelli   | Discovery Channel Team           | + 0:08  |
| 9  | Floyd Landis       | Phonak Hearing Systems           | + 0:09  |
| 10 | Vladimir Karpec    | Caisse D´Epargne - Illes Balears | + 0:10  |
| .. | ……………….            | ………………                           | …….     |
| 93 | Pavel Padrnos      | Discovery Channel Team           | + 0:33  |

## Celkové pořadí
| Thor Hushovd 0:08:17   | Thor Hushovd 15    | ještě nebyl udělen | Joost Posthhuma 0:08:33  |
| George Hincapie + 0:00 | George Hincapie 12 |                    | Marcus Fothen + 0:02     |
| David Zabriskie + 0:04 | David Zabriskie 10 |                    | Benoit Vaugrenard + 0:03 |